# Antonín Vrbovec
Antonín Vrbovec (1911 –1990) byl československý fotbalový rozhodčí.
V československé lize působil v letech 1938–1960. Řídil celkem 107 ligových utkání. Jako mezinárodní rozhodčí řídil v letech 1955–1958 dvě mezistátní utkání.